# Agía Triáda (Phocide)
Agía Triáda (grec moderne : Αγία Τριάδα) est une localité située dans le dème de Delphes, dans le district régional de Phocide, dans la périphérie de Grèce-Centrale, en Grèce.
Selon le recensement de 2021, elle compte 36 habitants.